# The Bat
The Bat (bra O Morcego) é um filme mudo estadunidense de 1926, dos gêneros mistério, suspense e terror, escrito e dirigido por Roland West, com roteiro baseado na peça teatral The Bat, de Mary Roberts Rinehart e Avery Hopwood, por sua vez baseada no romance The Circular Staircase, de Rinehart, publicado em 1908.

## Elenco
- Emily Fitzroy como Cornelia van Gorder
- Jack Pickford como Brooks Bailey
- Jewel Carmen como Dale Ogden
- Robert McKim como dr. H. E. Wells
- Arthur Housman como Richard Fleming
- Louise Fazenda como Lizzie Allen
- Tullio Carminati como detetive Moletti
- Eddie Gribbon como detetive Anderson
- George Beranger como Gideon Bell
- Charles Herzinger como Courtleigh Fleming
- Sojin Kamiyama como Billy
- Lee Shumway como O Desconhecido